# 1993年の全日本GT選手権
1993年の全日本GT選手権は、1993年3月28日に富士スピードウェイで開幕し、10月17日に閉幕した全3戦のシリーズである。

## 概要
日本自動車連盟(JAF)は1993年、グループCカーとGTカーが混走する耐久レース「インターサーキットリーグ」(ICL)を開催することで全日本スポーツプロトタイプカー耐久選手権を存続させようとしたが、実際に開催されたのは鈴鹿1000km一戦のみであった。
このICL6戦とスプリントレース3戦からなる全9戦の「全日本GT選手権」がスタートしたが、参加車両は思うように集まらず、NISMOのスカイラインGT-Rとシルビアが参戦しただけであった。ジャパン・スーパースポーツ・セダンレース（JSS）との混走でスプリントレース3戦が行われ選手権は成立。全3戦でスカイラインをドライブする影山正彦が勝利し、タイトルを獲得した。
なおレース形態やシリーズ運営母体が翌年以降のものと異なることなどから、現在のSUPER GTの運営母体であるGTアソシエイションでは、同年のシリーズについてはノーカウント扱いとしており、シリーズ開幕自体を翌1994年としている。

## エントリーリスト

### GT1
| 車番 | 車両             | ドライバー | チーム | タイヤ |
| ---- | ---------------- | ---------- | ------ | ------ |
| 2    | カルソニックGT-R | 影山正彦   | NISMO  | B      |

### GT2
| 車番 | 車両       | ドライバー                       | チーム | タイヤ |
| ---- | ---------- | -------------------------------- | ------ | ------ |
| 3    | GTシルビア | 木下隆之(Rd.1,3) →福山英朗(Rd.8) | NISMO  | Y      |

## スケジュール及び結果
| Rd  | 大会名                               | サーキット         | 開催日   | ポールポジション                                    | 優勝者            |
| --- | ------------------------------------ | ------------------ | -------- | --------------------------------------------------- | ----------------- |
| Rd1 | IMSA GTチャレンジ                    | 富士スピードウェイ | 3月28日  | #2 NISMO                                            | #2 NISMO          |
| Rd1 | IMSA GTチャレンジ                    | 富士スピードウェイ | 3月28日  | 影山正彦                                            | 影山正彦          |
| Rd2 | 全日本富士1000km                     | 富士スピードウェイ | 5月1日   | 中止                                                |                   |
| Rd3 | 富士ツーリングカー6時間              | 富士スピードウェイ | 5月30日  | #2 NISMO                                            | #2 NISMO          |
| Rd3 | 富士ツーリングカー6時間              | 富士スピードウェイ | 5月30日  | 影山正彦                                            | 影山正彦          |
| Rd4 | 十勝インターナショナルスピードカップ | 十勝スピードウェイ | 7月25日  | 中止                                                |                   |
| Rd5 | 鈴鹿1000km                           | 鈴鹿サーキット     | 8月29日  | #27 ノバエンジニアリング                            | #25 チームルマン  |
| Rd5 | 鈴鹿1000km                           | 鈴鹿サーキット     | 8月29日  | マウロ・マルティニ ハインツ＝ハラルド・フレンツェン | 和田孝夫 鈴木利男 |
| Rd6 | 菅生インター500km                    | スポーツランドSUGO | 9月12日  | 中止                                                |                   |
| Rd7 | 全日本富士マイル                     | 富士スピードウェイ | 10月3日  | 中止                                                |                   |
| Rd8 | F3000富士ファイナル                  | 富士スピードウェイ | 10月17日 | #2 NISMO                                            | #2 NISMO          |
| Rd8 | F3000富士ファイナル                  | 富士スピードウェイ | 10月17日 | 影山正彦                                            | 影山正彦          |
| Rd9 | インターチャレンジカップMINE500km    | MINEサーキット     | 11月7日  | 中止                                                |                   |

† - 第5戦はGTクラス参加台数不足のため不成立。当初予定のうち3戦が開催されたことでシリーズは成立した。

## ポイントランキング

### ドライバー部門
ポイントシステム
| 順位 | 1 | 2 | 3 | 4 | 5 | 6 |
|      | 9 | 6 | 4 | 3 | 2 | 1 |
| ---- | - | - | - | - | - | - |

| 順位 | ドライバー | Rd1 | Rd2 | Rd3 | Rd4 | Rd5 | Rd6 | Rd7 | Rd8 | Rd9 | ポイント |
| ---- | ---------- | --- | --- | --- | --- | --- | --- | --- | --- | --- | -------- |
| 1    | 影山正彦   | 9   | C   | 9   | C   | (9) | C   | C   | 9   | C   | 27       |
| 2    | 木下隆之   | 6   | C   | 6   | C   | WD  | C   | C   | WD  | C   | 12       |
| 3    | 福山英朗   | WD  | C   | WD  | C   | WD  | C   | C   | 6   | C   | 6        |

## 参照
1. ↑  “JGTC - final positions and tables”.   classicscars.com (2003年4月10日). 2010年3月6日閲覧。
2. ↑  Archives of GT Spirits vol.1 “1994年第1戦富士／ファーストラップ” - SUPER GT・2013年4月23日
3. ↑  【SUPER GT基礎講座・第7回】SUPER GT その24年間の歴史 ～時代に即したレースを提供～ supergt.net 2017年8月3日閲覧